# Greggs
Greggs plc is een Britse bakkerijketen gespecialiseerd in hartige producten, zoals gebak, saucijzenbroodjes, broodjes en zoete lekkernijen, zoals donuts. Het hoofdkantoor is gevestigd in Newcastle upon Tyne. Het bedrijf staat genoteerd op de London Stock Exchange en is onderdeel van de FTSE 250 Index. Oorspronkelijk was het uitsluitend een winkelketen, maar tegenwoordig heeft het ook gemakswinkels en drive-inn filialen.

## Geschiedenis

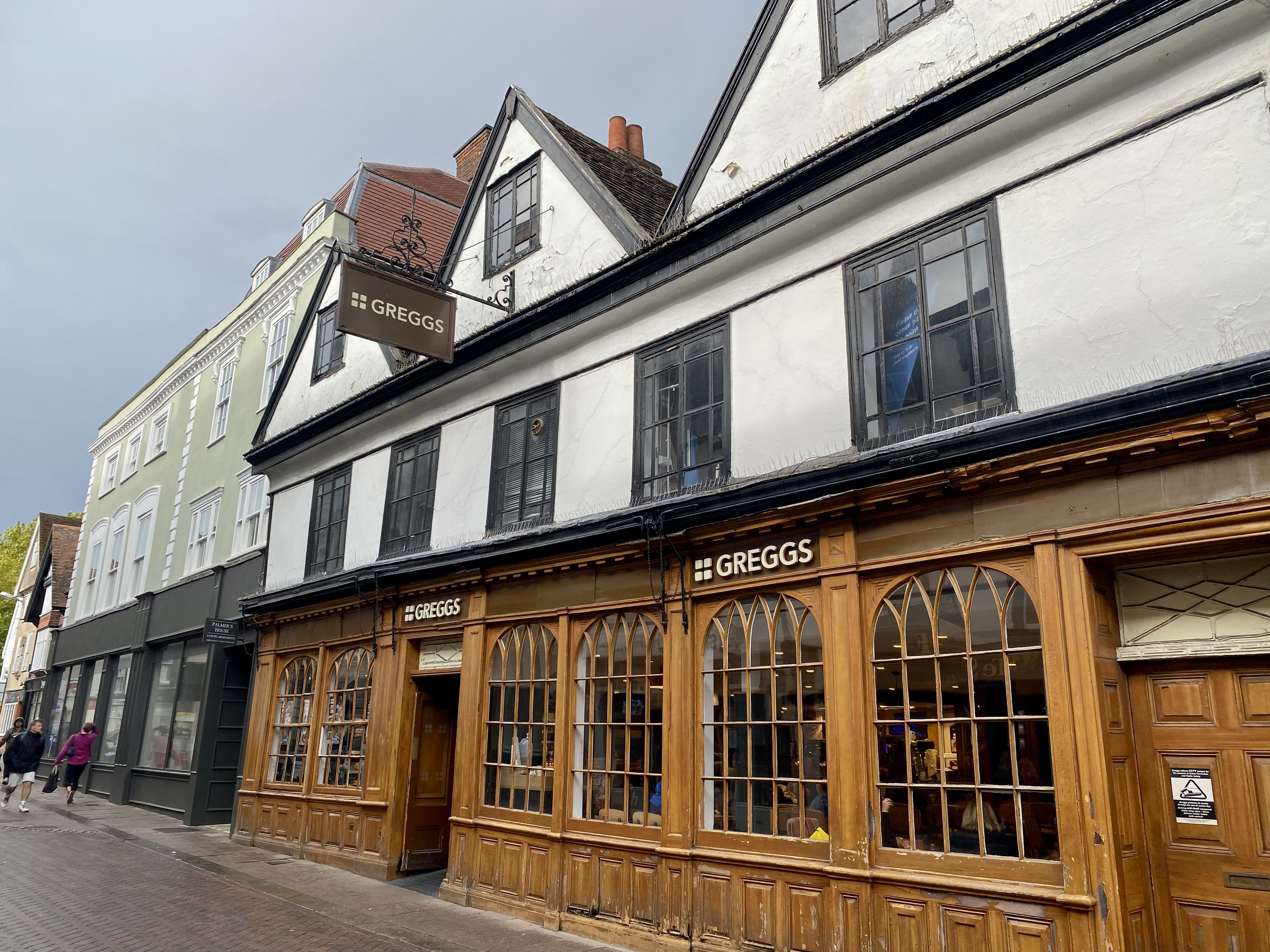
Een Greggs in een monumentaal pand in Bury St Edmunds, Suffolk

Greggs werd in 1951 opgericht door bakker John Gregg. De eerste winkel werd geopend in Gosforth. Toen Gregg in 1964 overleed, werd de bakkerij overgenomen door zijn zoon Ian, bijgestaan door zijn broer Colin (die in 2017 werd veroordeeld en gevangengezet wegens seksueel misbruik van kinderen).
In de jaren zeventig vond er bij Greggs een grote uitbreiding plaats, met onder meer de overname van andere bakkerijen, zoals Rutherglen in Glasgow in 1972, Thurston's in Leeds in 1974, Broomfields the Bakers in Londen, Bowketts the Bakers in Kent, Tooks the Bakers (East Anglia) en Price's (Manchester ) in 1976.

### Uitbreiding
In 1994 nam het bedrijf de bakkerijketen Bakers Oven over van Allied Bakeries. In 1999 veranderde Greggs de naam van de honderd winkels van Bakers Oven naar 'Greggs of the Midlands', en werden de in Leeds gevestigde Thurston-keten winkels hernoemd naar 'Greggs of Yorkshire'.
In 2008 heeft Greggs zijn 165 Bakers Oven-winkels omgedoopt tot Greggs, zodat ze konden profiteren van de nationale reclamecampagne. In 2011 opende het bedrijf zijn 1.500ste vestiging in York.
In 2013 begon Greggs zich terug te trekken uit de bakkerijmarkt, omdat het bedrijf naar eigen zeggen niet kon concurreren met supermarkten. In plaats daarvan schakelde het bedrijf over op een focus op alleen 'voedsel voor onderweg' nadat het ontdekte dat 80% van zijn omzet in die markt zat. Veel van de winkels gaan daarom nu eerder open en sluiten later, om zo de mensen te bereiken die naar hun werk gaan en terugkomen. Ook is het ontbijtmenu uitgebreid en de traditionele verkoop van brood en scones is in veel winkels gestopt.
In 2016 verhuisde Greggs hun hoofdkantoor van Jesmond, Newcastle upon Tyne naar Quorum Business Park, Longbenton, North Tyneside .
In 2022 opende Greggs zijn grootste vestiging tot op heden in een Primark filiaal in Birmingham. Dertig minuten voor de officiële opening vormde zich al een lange rij voor de winkel. Sommige mensen renden onder de slagbomen door toen deze opengingen. Er werd ook een gezamenlijke kledinglijn uitgebracht, "Greggs X Primark".

## Operaties

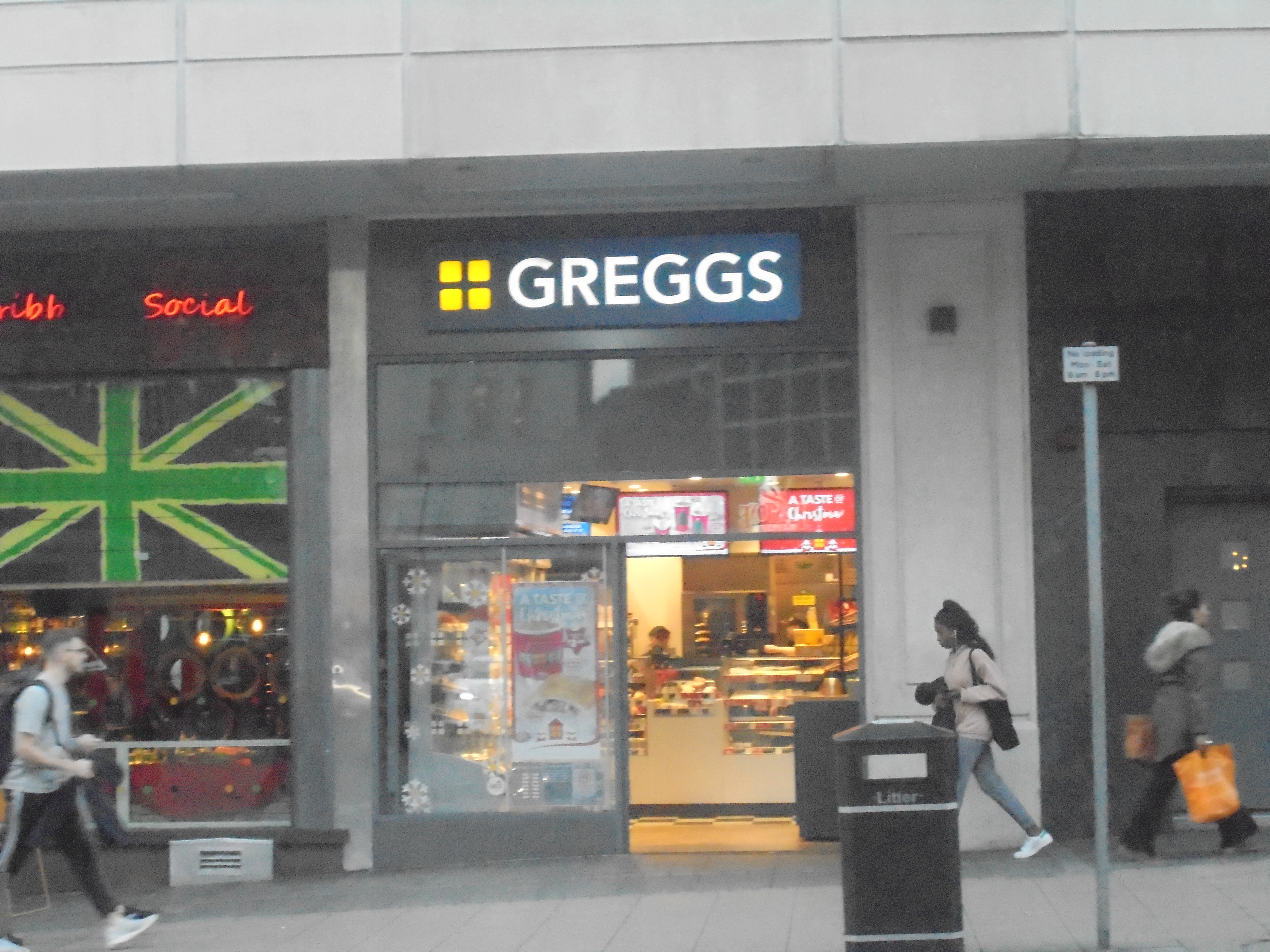
Een moderne vestiging van Greggs in Leeds, West Yorkshire.

In 2019 had de keten ruim 2.000 vestigingen, negen regionale bakkerijen die streekproducten maken (zoals Scotch Pie in Schotland), en telde ze 22.000 medewerkers. Sommige artikelen worden alleen in bepaalde regio's verkocht. Het bedrijf verkoopt ook een aantal van zijn producten – zoals baksels, melts en pasteitjes – via de supermarktketen Iceland.
In juni 2017 opende Greggs hun eerste Drive-in, bij het Irlam Gateway Service Station in Salford. Er werden vervolgens drive-in vestigingen geopend in Ashby-de-la-Zouch, Bradford, Blackburn, en Newcastle. Greggs experimenteert met bepaalde drive-inn winkels die 24 uur per dag open zijn.

## Producten

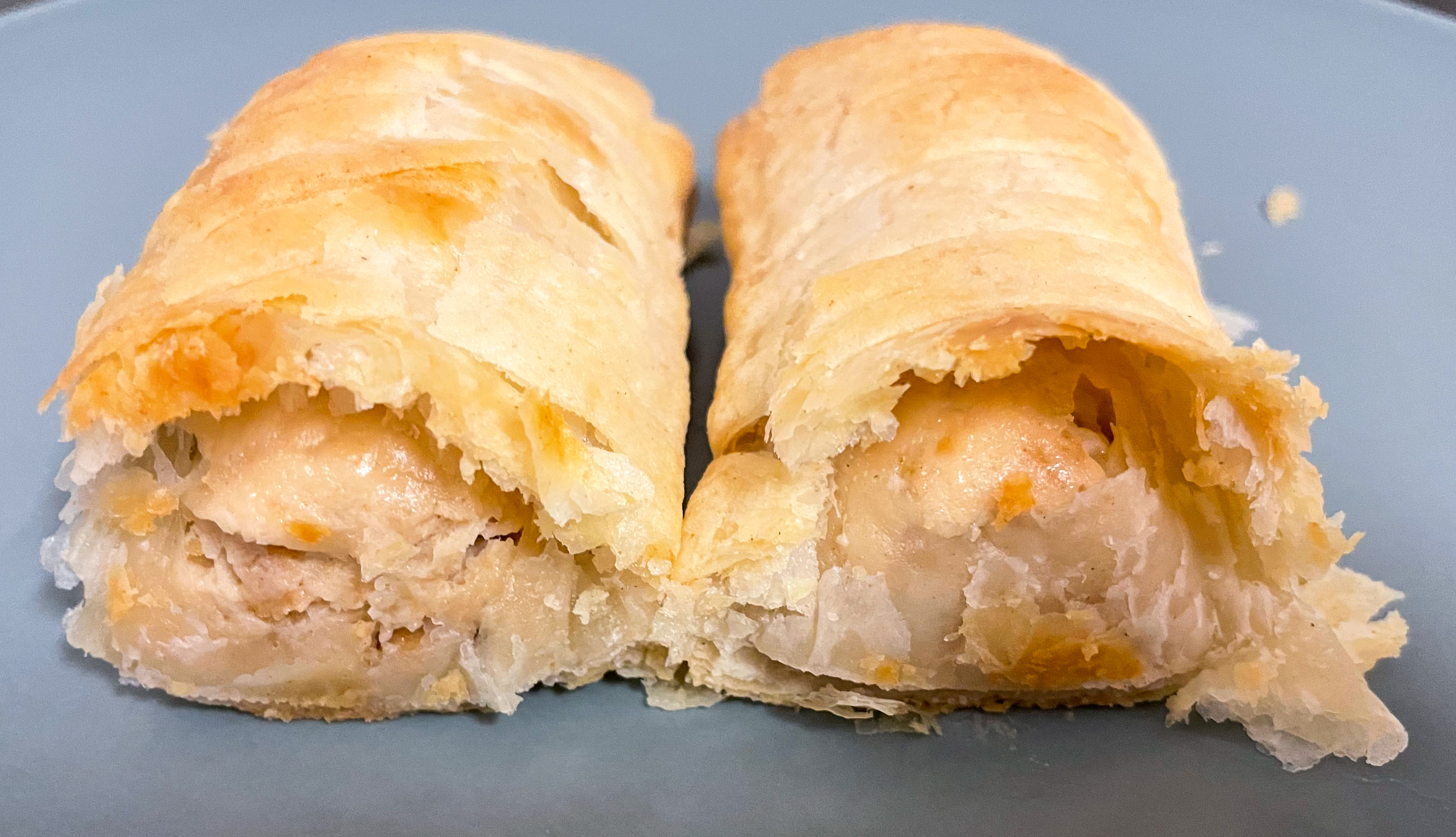
Het Greggs vleesvrije saucijzenbroodje (zelfgebakken)

Bekende producten van Greggs zijn onder andere saucijzenbroodjes, veganistische saucijzenbroodjes, vleesvrije steak bakes, bacon rolls, croissants, pains au chocolat, sandwiches, en soepen.